# سونيك إكس
سونيك إكس (بالإنجليزية: Sonic X‎؛ باليابانية: ソニックX)، هو مسلسل رسوم متحركة ياباني مبني على سلسلة الألعاب الفيديو لشركة سيگا، يتكون المسلسل من جزئين وثلاث فصول.

## قصة
بينما يتجدد القتال بين سونيك ود. إغمان، فيؤدي خلافهما إلى انفجار ضخم يقودهما إلى كوكب آخر فيتعرفون على مخلوقات بشرية تعيش في كوكب الأرض، وتكون علاقة صداقة مع فتى يدعى كريس ويقيم معه في منزله، وتجري الأحداث لتصدي شرور د. إغمان ثم بدؤا بمغامرات تتجدد دائما وسونيك يسعى لتجميع زمردات الفوضى السبع التي تمتلك طاقة كبيرة تجعل من سونيك القنفذ وشادو القنفذ سوبر سونيك أو شادو.

## نسخ المسلسل
هناك اختلاف في النسخة بين اليابانية والأمريكية والأوروبية:
- فاليابانية هي الأصل.
- والأمريكية من دبلجة 4Kids.
- والأروبية من دبلجة Jetix.
- أما الدبلجة باللغة العربية فمأخوذة من JETIX مما يجعل المسلسل يختلف عن النسخة الأصلية أي الياباني ويعرض المسلسل على قناة إم ‌بي ‌سي 3.

## الشخصيات
- سونيك - مؤدي الصوت جونيتشي كانيمارو
- كريس ثورندايك - ساناي كوباياشي
- شارلز ثورندايك، الملقب ب«شاك»
- تيلز - ريو هيروهاشي
- ناكلز - نوبوتوشي كانا
- آيمي - تيكو كاواتا
- كريم وتشيز
- شادو - كوجي يوسا
- روج
- الدكتور إغمان - تشيكاو أوتسكا
- ديكو وبوكو
- باكون
- كوزمو (من الجزء الثاني)
- ماريا
- د.جيرالد (جد د. إغمان)

## الأصوات العربية

### نسخة الدبلجة السورية
- فدوى سليمان - سونيك، شادو، توباز
- جهينة خربوطلي - تيلز (من الحلقة 1 إلى الحلقة 52)
- فاتن عيدو - تيلز (من الحلقة 53 إلى الحلقة 78)
- سويم عبد الغني - آيمي، روج
- علي كريم - الدكتور إغمان
- رائفة أحمد - كريس، كريم، كوزمو
- فادي وفائي - ستيوارت
- محمد فلفلة - ديكو وبوكو، باكون
- نضال حمادي - ناكلز
- جمال نصار
- سامو بيلوني

### نسخة الدبلجة اللبنانية
- هشام أبو سليمان - سونيك
- أسمهان بيطار - كريس
- تمارا صعب - تيلز
- رانيا حمندي - كريم
- حسن حمدان - إغمان
- إبراهيم ماضي - تشاك

## طاقم الإنتاج
- المشرف: أكينوري نيشياما
- المنتج المنفذ: يوجي ناكا
- المنتجون: تاكيشي ساسامورا، ماساتو ماتسوموتو
- تصميم الشخصيات: ساتوشي هيراياما
- تصميم الميكانيكيات: ياسوهيرو موريكي
- الإخراج الفني: يوكيكو إيجيما
- إخراج التصوير: أيومو هاتوري
- المونتاج: هيساكو هاسيغاوا
- إخراج الصوت: كييشي موموسي
- الموسيقى: يوشيهيرو إيكي
- إنتاج الرسوم المتحركة: طوكيو موفي
- الإخراج: هاجيمي كاميغاكي
- إنتاج: تي في طوكيو، تي إم إس إنترتينمنت، سيجا، سونيك تيم

### النسخة العربية
- ترجمة: كروم كحل، دارين كحل، سعيد الهواري، مايا الخطيب
- إعداد: شناء سليمان، سمرة طربيه، سوسن صيداوي، ماهر طربيه
- تدقيق لغوي: لميس حجل
- متابعة الإنتاج: نضال أبو ليل
- تسجيل ومكساج: حسان الربع
- مونتاج وغرافيل: هادي عبد الحميد
- الإشراف العام: منى سمعان
- الإشراف الفني: يقظان الجريان
- تمت عمليات الدوبلاج في أستوديو تنوير جوزيف سمعان (مدرجة باسم استديوهات تنوير جوزيف سمعان)

## وصلات خارجية
- سونيك إكس على موقع IMDb (الإنجليزية)
- سونيك إكس على موقع ميتاكريتيك (الإنجليزية)
- سونيك إكس على موقع نتفليكس (الإنجليزية)
- سونيك إكس على موقع كينوبويسك (الروسية)
- سونيك إكس على موقع ألو سيني (الفرنسية)
- سونيك إكس على موقع قاعدة بيانات الفيلم (الإنجليزية)
- سونيك إكس على موقع ANN anime (الإنجليزية)
- TMS entertainment - about Sonic X
- من الموقع Anime News Network
- سونيك إكس (بالإنجليزية)